# Instytut Praw Pacjenta i Edukacji Zdrowotnej
Instytut Praw Pacjenta i Edukacji Zdrowotnej – fundacja, Fundacja ta została utworzona w 2004 r. z inicjatywy księdza Arkadiusza Nowaka. Działalność Instytutu jest przede wszystkim ukierunkowana na wspieranie rozwiązań systemowych dążących do poprawy sytuacji pacjentów, zwiększenia świadomości obywatelskiej w dziedzinie praw pacjenta oraz oddziaływanie na kształtowanie polityki zdrowotnej państwa. Ponadto Instytut realizuje swoje zadania statutowe poprzez prowadzenie kampanii społecznych i edukacyjnych, organizowanie debat publicznych, konferencji, szkoleń oraz innych wydarzeń związanych z problematyką ochrony zdrowia. Zakres działalności Instytutu obejmuje także doradztwo prawne dla pacjentów oraz dla reprezentujących ich interesy organizacji pozarządowych.
Główne cele działalności Instytutu Praw Pacjenta i Edukacji Zdrowotnej dotyczą:
- upowszechniania wśród społeczeństwa idei praw pacjenta i wspierania działań mających na celu ich egzekwowanie;
- podejmowania działań mających na celu traktowanie pacjenta jako najważniejszego podmiotu w systemie ochrony zdrowia, a w szczególności w relacji lekarz - pacjent;
- wspierania i aktywizacji środowisk działających na rzecz praw pacjenta, w tym inspirowania działań na rzecz integracji różnych grup i organizacji reprezentujących pacjentów;
- wspierania rozwiązań systemowych mających na celu dobro pacjentów oraz podnoszenia świadomości obywatelskiej w dziedzinie praw pacjenta i polityki zdrowotnej państwa;
- rozwijania współpracy międzynarodowej w powyższym zakresie;
- propagowania działań mających na celu poprawę stanu zdrowia społeczeństwa i postaw pro-zdrowotnych

Instytut Praw Pacjenta i Edukacji Zdrowotnej w realizacji swoich celów współpracuje z organizacjami zrzeszającymi pacjentów oraz ekspertami w zakresie opieki zdrowotnej, tak w Polsce jak i zagranicą.